# حوض‌انبار میدان
حوض انبار میدان مربوط به دوره صفوی است و در شهرستان خواف، بخش سنگان، دهستان پایین خواف، روستای برآباد واقع شده و این اثر در تاریخ ۱۸ اسفند ۱۳۸۷ با شمارهٔ ثبت ۲۴۹۹۴ به‌عنوان یکی از آثار ملی ایران به ثبت رسیده است.